# División de Honor de balonmano 1981-82
La División de Honor de balonmano 1981-82 fue la 24.ª edición de la máxima competición de balonmano de España. Se desarrolló en una fase, que constaba de una liga de catorce equipos enfrentados todos contra todos a doble vuelta. El ganador disputaba la Copa de Europa y los tres últimos descendían a Primera División.

## Clasificación
| N. | Equipo              | PJ | PG | PE | PP | PTS |
| 1  | F.C. Barcelona      | 26 | 24 | 2  | 0  | 50  |
| 2  | Atlético de Madrid  | 26 | 24 | 1  | 1  | 49  |
| 3  | Granollers          | 26 | 19 | 1  | 6  | 39  |
| 4  | Michelín Valladolid | 26 | 16 | 3  | 7  | 35  |
| 5  | Málaga              | 26 | 13 | 4  | 9  | 30  |
| 6  | Hércules-Calpisa    | 26 | 13 | 2  | 11 | 28  |
| 7  | Marcol Lanas Aragón | 26 | 10 | 5  | 11 | 25  |
| 8  | Bidasoa             | 26 | 10 | 3  | 13 | 23  |
| 9  | Tres de Mayo        | 26 | 8  | 3  | 15 | 19  |
| 10 | Anaitasuna          | 26 | 8  | 2  | 16 | 18  |
| 11 | C.N. Helios         | 26 | 9  | 0  | 17 | 18  |
| 12 | Sant Fost           | 26 | 7  | 3  | 16 | 17  |
| 13 | Academia Octavio    | 26 | 6  | 1  | 19 | 13  |
| 14 | Jaén                | 26 | 0  | 0  | 26 | 0   |